# Acanthothrips argentifer
Acanthothrips argentifer är en insektsart som först beskrevs av Cott 1956.  Acanthothrips argentifer ingår i släktet Acanthothrips och familjen rörtripsar. Inga underarter finns listade i Catalogue of Life.